# Sara Tomic
Sara Tomic (ur. 5 lutego 1998 w Gold Coast) – australijska tenisistka.
Jej bratem jest tenisista Bernard Tomic.

## Kariera tenisowa
W juniorskich rozgrywkach zadebiutowała w kwietniu 2011, a w styczniu kolejnego roku po raz pierwszy wystąpiła w juniorskim Wielkim Szlemie. Na początku 2014, dzięki otrzymaniu dzikiej karty, brała udział w eliminacjach Apia International Sydney 2014, przegrywając w pierwszej rundzie z Kiki Bertens 4:6, 1:6. Tydzień później zadebiutowała w kwalifikacjach do wielkoszlemowego Australian Open, ulegając w pierwszej rundzie Tamirze Paszek 2:6, 5:7. Rok później, podczas tej samej imprezy, po raz pierwszy wystąpiła w turnieju głównym Wielkiego Szlema – grając w parze z Naikthą Bains, przegrały w pierwszej rundzie gry podwójnej kobiet z Anastasiją i Ariną Rodionową 2:6, 2:6. W czerwcu 2015 zdobyła swój pierwszy tytuł rangi ITF w Szarm el-Szejk.

## Wygrane turnieje rangi ITF
| turnieje z pulą nagród 100 000 $ |
| turnieje z pulą nagród 75 000 $  |
| turnieje z pulą nagród 50 000 $  |
| turnieje z pulą nagród 25 000 $  |
| turnieje z pulą nagród 15 000 $  |
| turnieje z pulą nagród 10 000 $  |

### Gra pojedyncza
|    | Data       | Turniej        | Naw.   | Przeciwniczka | Wynik         |
| 1. | 21/06/2015 | Szarm el-Szejk | Twarda | Eva Wacanno   | 6:4, 6:1      |
| 2. | 15/05/2016 | Szarm el-Szejk | Twarda | Anna Morgina  | 6:4, 6:1      |
| 3. | 13/08/2017 | Nonthaburi     | Twarda | Yuan Yue      | 6:4, 4:6, 6:1 |

### Gra podwójna
|    | Data       | Turniej        | Naw.   | Partnerka     | Przeciwniczki                     | Wynik    |
| 1. | 16/08/2015 | Szarm el-Szejk | Twarda | Jenny Claffey | Fatima an-Nabhani Anette Munozova | 6:4, 6:0 |
| 2. | 15/05/2016 | Szarm el-Szejk | Twarda | Anna Morgina  | Eleni Kordolaimi Anette Munozova  | 6:3, 6:3 |